# Réunionuil
De réunionuil (Otus grucheti synoniem: Mascarenotus grucheti) is een uitgestorven vogel uit de familie uilen (Strigidae). Het was een endemische vogelsoort op het eiland Réunion waarvan alleen fossielen bekend zijn. Waarschijnlijk stierf de uil kort na de kolonisatie in het begin van de 17de eeuw uit door ontbossing en predatie door ingevoerde zoogdieren.
De uil is alleen bekend van subfossiele botten. Als een van de drie Mascarene uilen, werd hij eerder ingedeeld in het geslacht Mascarenotus en was hij waarschijnlijk vergelijkbaar met een ransuil in grootte en uiterlijk, maar met bijna naakte poten. Volgens recent onderzoek behoren hij en zijn verwanten echter tot het geslacht Otus en stamt hij waarschijnlijk af van de Otus sunia-lijn.
Vergeleken met de Mauritiusuil en de Rodriguesuil was het de meest terrestrische soort van het geslacht, met lange poten en mogelijk iets minder vliegvermogen; waarschijnlijker is echter dat hij gewoon kleiner was dan de Mauritiusvogel - qua grootte tussen die soort en die van Rodrigues in - maar even lange poten had: het enige geschikte voedsel dat in hoeveelheid beschikbaar was op Réunion waren kleine vogels. Aangenomen kan worden dat hij op slapende zangvogels heeft gejaagd, net als het niet-verwante maar gelijksoortige geslacht Grallistrix uit Hawaï.

## Uitsterven
Aangezien de vogel in geen enkel eigentijds verslag wordt genoemd, was hij ofwel zeer geheimzinnig ofwel eerder uitgestorven dan zijn soortgenoten. Hij komt met name niet voor in de uitgebreide lijst van lokale fauna die Dubois in 1671-1672 maakte. In die tijd waren de enige geïntroduceerde roofdieren varkens. Afgaand op de lokale ecologie is het waarschijnlijk dat de vogels bezweken aan predatie door ratten en misschien ook katten, omdat ze vluchtwaardig genoeg moeten zijn geweest om de varkens te ontwijken, en dus pas uitstierven na Dubois' bezoek, op een datum dichter bij het jaar 1700. Als de vogel echter op de grond had genesteld, kan hij al uitgestorven geweest zijn tegen de tijd dat Dubois hem niet opnam, maar deze hypothese lijkt niet overeen te komen met wat kan worden afgeleid uit de vrij lange overleving van zijn familielid op Mauritius.